# Južni vjetar (2018.)
Južni vjetar (Južni vetar) je srbijanski film iz 2018. godine autora Miloša Avramovića, u produkciji studija: Režim Beograd, Archangel Studiosi Art Vista. Film je premijerno prikazan na 53. Filmskom susretu u Nišu, 25. kolovoza 2018. gdje osvaja 4 nagrade. U srpska kina stigao je 25. listopada 2018. U hrvatska kina je emitiran od 18. prosinca 2018.
Nakon filma je snimljena istoimena televizijska serija za RTS, emitirana je 19. siječnja 2020. a sadrži dijelove filma, nastavlja s radnjom.
Nakon uspješnog prvog dijela i televizijske serije, snimljen je nastavak pod nazivom Južni vetar 2: Ubrzanje.

## Glumačka postava
- Miloš Biković kao Petar Maraš
- Miodrag Radonjić kao Baća
- Dragan Bjelogrlić kao Dragoslav "Car"
- Nebojša Glogovac kao Golub
- Miloš Timotijević kao Stupar
- Srđan Todorović kao Jani
- Jovana Stojiljković kao Sofija
- Hristo Shopov kao Dimitar
- Ivaylo Zahariev kao Hristo

## Glazba
Glazbu za film je radila beogradska diskografska kuća Bassivity Digital. Za potrebe filma snimljene su sljedeće pjesme:
- "4 strane sveta" - Coby i Senidah
- "Grmi" - Mili
- "Mače" - Marlon Brutal i Juice
- "Južni Vetar Gas" - Coby i Mili
- "Grad greha" - Andjela Veštica i MCN
- "Mojne s' nama" - Mikri Maus i Monogamija
- "Hollywood" - Surreal

Ostala glazba, koja se koristi u filmu:
- "Zakleo se bumbar" - Dragan Laković
- "Šanker" - Mile Kitić
- "Euforija" - Rasta
- "Kawasaki" - Rasta
- "Luda po tobe" - Kamelia

## Nagrade
- 2019. – drugo mjesto na 43. Festivalu filmskog scenarija

## Nastavak
Biković je nakon emitirane zadnje epizode televizijske serije na svom instagram profilu upalio prijenos uživo i najavio drugi dio, nastavak filma, i drugu sezonu serije koja će imati isti format kao i prva sezona. Film i nova sezona trebali su biti objavljeni u 2021., film početkom godine a serija na jesen, ali zbog pandemije Covid-19 su odgođeni za kasnije datume.

### Južni vetar (televizijska serija)
Serija sastavljena od 14 epizoda, prve četiri epizode su raspodijeljeni film, a preostalih 10 nastavak na radnju filma. Najavljena je druga sezona

### Južni vjetar 2: Ubrzanje
Drugi dio, nastavak serije i filma najavljen je u travnju 2020., premijerno prikazan 19. srpnja 2021. na Filmskog festivalu u Puli, a emitiran u kinima 4. studenoga 2021.

## Vanjske poveznice
- Službena stranica
- Južni vjetar u internetskoj bazi filmova IMDb-a